# Dave Chadwick
Dave Chadwick (Manchester, 24 de septiembre de 1930 - Mettet, 15 de mayo de 1960) fue un piloto de motociclismo Británico, que compitió en pruebas del Campeonato del Mundo de Motociclismo desde 1955 hasta su muerte en 1960.
El 23 de marzo de 1960 se casó con Judy y había recibido una oferta de Walter Kaaden para competir por los títulos mundiales de 125 y 250cc con la MZ junto a Ernst Degner. Pero Chadwick falleció en una carrera de 500cc en Mettet (Bélgica) el 15 de mayo. En esa carrera iba líder pero golpeó al doblado Sid Sawford, golpeó el asfalto con la cabeza y murió casi instantáneamente. Sawford también se cayó y se rompió un brazo. Debido a que ambas máquinas terminaron en la gradería, varios espectadores también resultaron heridos, uno de los cuales murió más tarde. Dave fue enterrado en el cementerio de la iglesia de St. Wilfrid en Manchester y uno de los portadores de su ataúd fue Mike Hailwood.

## Estadísticas
| Posición | 1 | 2 | 3 | 4 | 5 | 6 |
| Puntos   | 8 | 6 | 4 | 3 | 2 | 1 |

(carreras en cursiva indica vuelta rápida)
| Año  | Clase | Moto       | 1       | 2       | 3       | 4       | 5       | 6     | 7     | 8     | Pts | Pos  |
| ---- | ----- | ---------- | ------- | ------- | ------- | ------- | ------- | ----- | ----- | ----- | --- | ---- |
| 1955 | 250cc | RD Special |         |         | IOM 5   | RFA 3   | NED 5   | ULS 5 | NAT - |       | 2   | 13.º |
| 1955 | 350cc | Matchless  |         | FRA -   | IOM 25  | GER -   | BEL -   | NED - | ULS - | NAT - | 0   | -    |
| 1955 | 500cc | MV Agusta  | ESP -   | FRA -   | IOM Ret | GER -   | BEL -   | NED - | ULS - | NAT - | 0   | -    |
| 1956 | 125cc | REF        | IOM 5   | NED -   | BEL -   | RFA -   | ULS -   | NAT - |       |       | 2   | 16.º |
| 1956 | 350cc | Norton     | IOM 13  | NED -   | BEL -   | RFA -   | ULS 9   | NAT - |       |       | 0   | -    |
| 1956 | 500cc | Norton     | IOM -   | NED -   | BEL -   | GER -   | ULS 8   | NAT - |       |       | 0   | -    |
| 1957 | 125cc | MV Agusta  | RFA -   | IOM Ret | NED -   | BEL -   | ULS 4   | NAT - |       |       | 3   | 9.º  |
| 1957 | 250cc | MV Agusta  | RFA -   | IOM 6   | NED -   | BEL -   | ULS 2   | NAT - |       |       | 7   | 8.º  |
| 1957 | 350cc | Norton     | RFA -   | IOM -   | NED -   | BEL -   | ULS 5   | NAT - |       |       | 2   | 14.º |
| 1958 | 125cc | Ducati     | IOM 3   | NED 5   | BEL 4   | RFA -   | SWE -   | ULS 3 | NAT 4 |       | 14  | 5.º  |
| 1958 | 250cc | MV Agusta  | IOM Ret | NED -   |         | RFA -   | SWE -   | ULS 3 | NAT - |       | 4   | 10.º |
| 1958 | 350cc | Norton     | IOM 2   | NED -   | BEL 6   | RFA 3   | SWE Ret | ULS - | NAT 5 |       | 13  | 4.º  |
| 1958 | 500cc | Norton     | IOM 5   | NED Ret | BEL Ret | RFA Ret | SWE -   | ULS - | NAT 6 |       | 3   | 15.º |
| 1959 | 250cc | MV Agusta  |         | IOM 3   | RFA -   | NED -   | BEL -   | SWE - | ULS - | NAT - | 4   | 11.º |
| 1959 | 350cc | Norton     | FRA -   | IOM 6   | RFA -   | NED -   | BEL -   | SWE - | ULS - | NAT - | 1   | 16.º |